# Prinsenhof (Amsterdam)

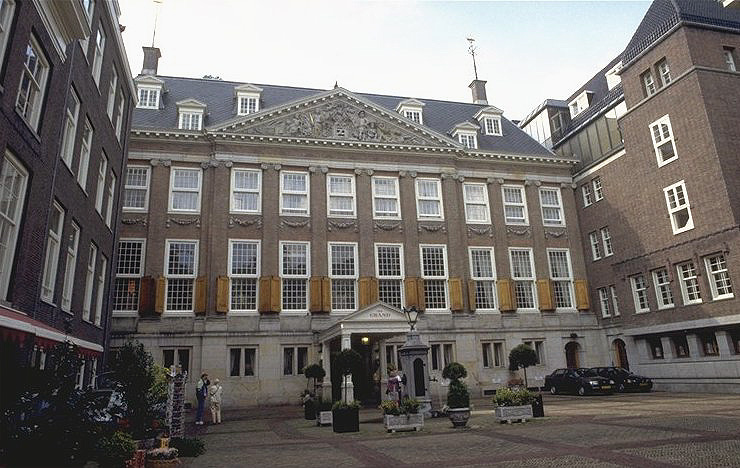
De binnenplaats van het Prinsenhof

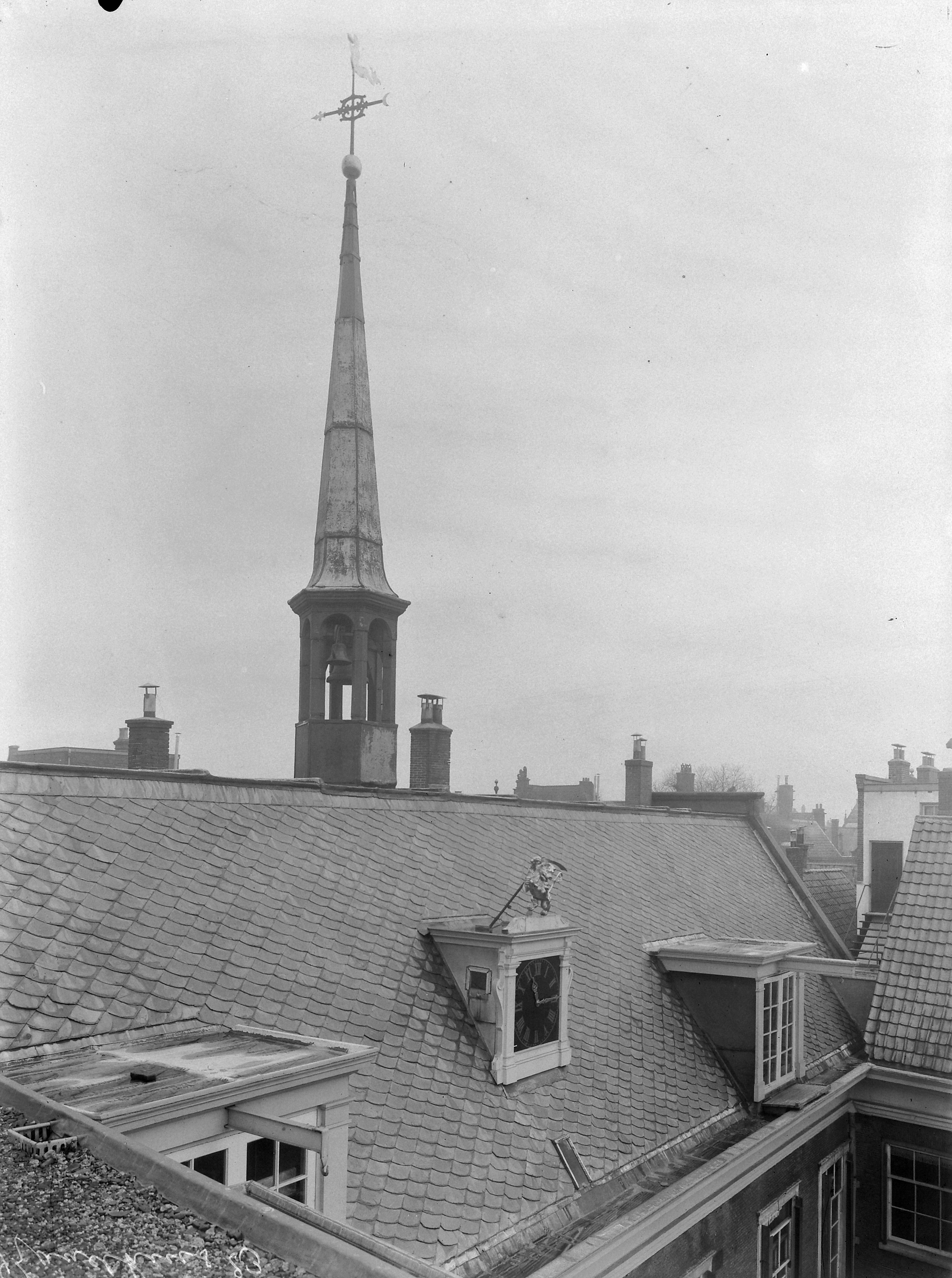
Zicht op dak van de noordelijke vleugel met dakruiter. Deze herinnert nog aan de oorspronkelijke functie als kapel van het Sint-Ceciliaklooster.

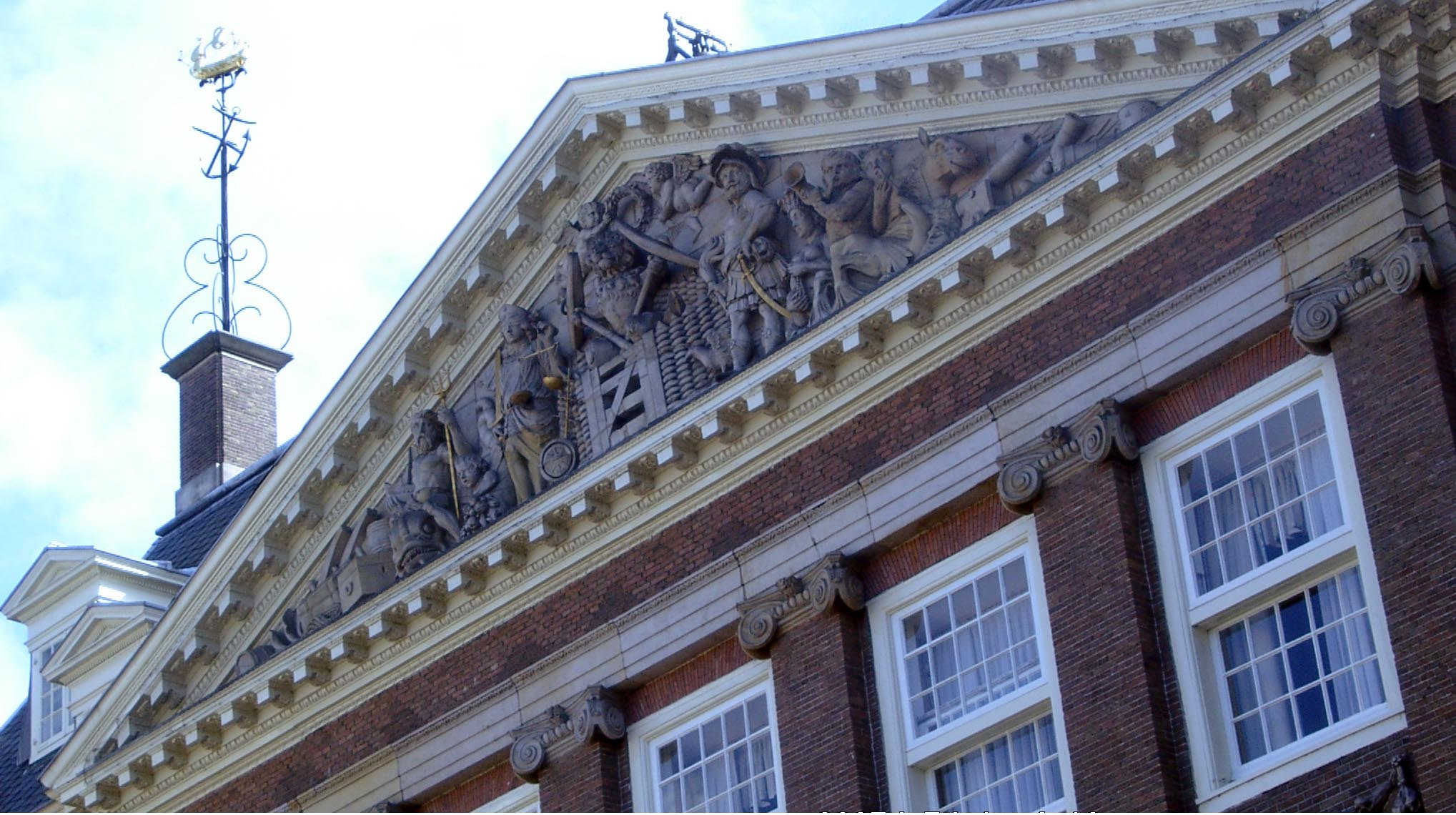
Het fronton van het Prinsenhof door Jan Gijseling sr. (1662)

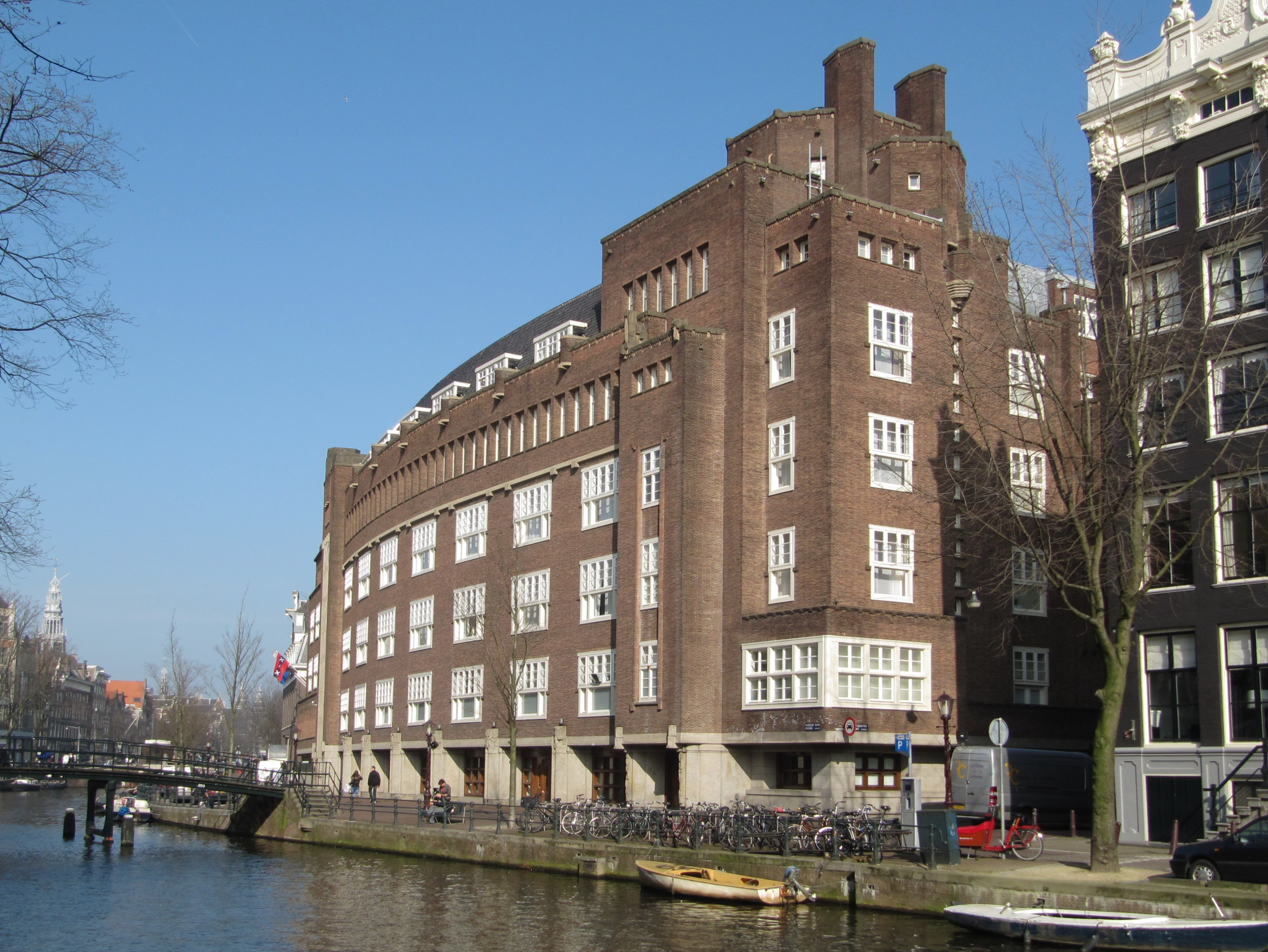
De uitbreiding van het stadhuis uit 1926 aan de Oudezijds Voorburgwal

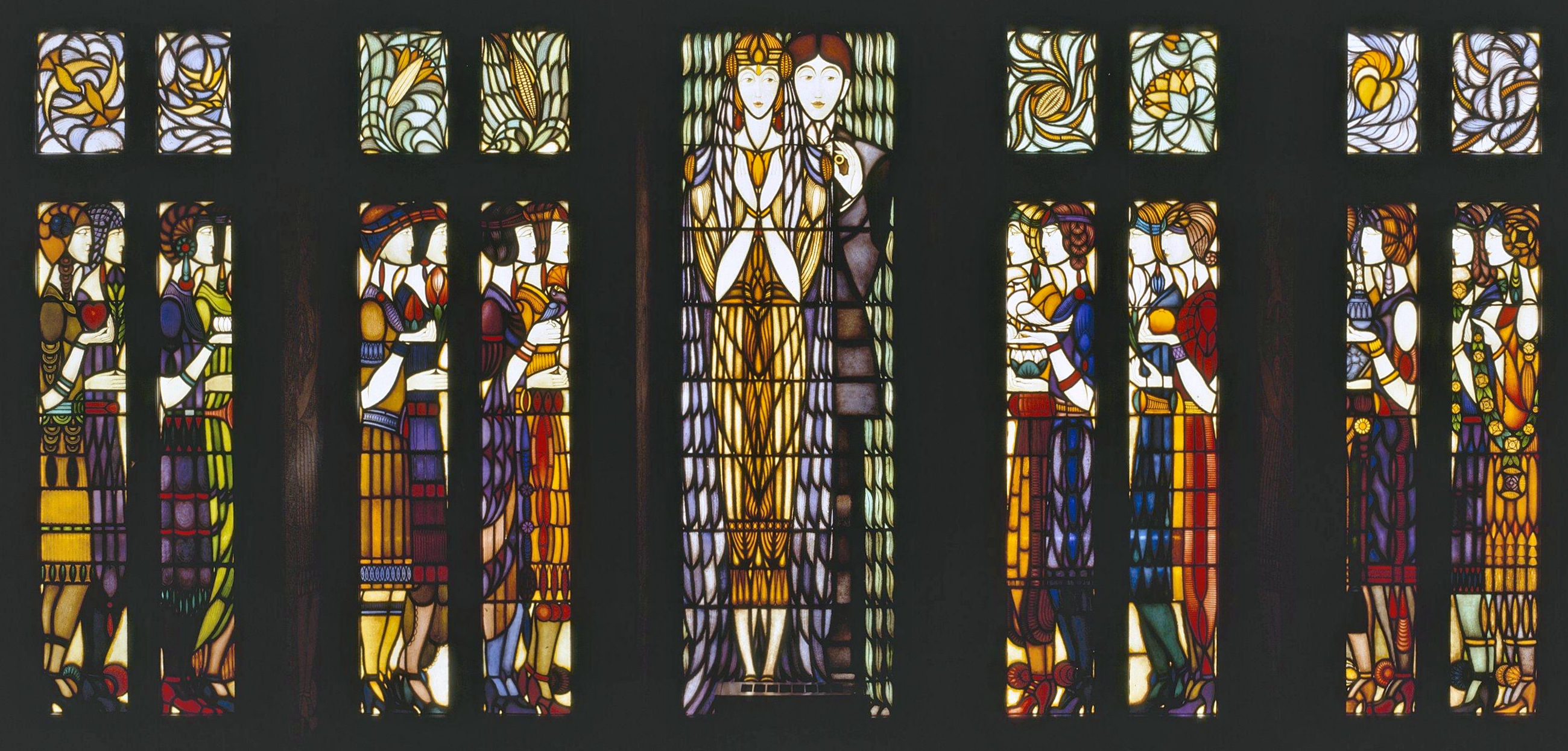
Glas-in-loodramen door Chris Lebeau in de trouwzaal

Het Prinsenhof is een gebouw aan de Oudezijds Voorburgwal 195-199 in Amsterdam. Het gebouw heeft in de loop der tijd diverse functies gehad.

## Geschiedenis
Het complex heeft een religieuze oorsprong. Het Sint-Ceciliaklooster stamt uit het begin van de 15e eeuw. Bij de Alteratie van Amsterdam in 1578 werd het bestemd tot logement voor hoge gasten. Het spitse torentje van de kerk staat er nog steeds.
Het wordt sinds 1581 het Prinsenhof genoemd, mogelijk vanwege een verblijf van Willem van Oranje. Als admiraal-generaal nam de prins bij voorkeur zijn intrek in het gebouw van de Admiraliteit. Daar was hij rechtens heer en meester en behoefde geen gastvrijheid van de stad aan te nemen. Dit heeft er zeker toe bijgedragen dat het gebouw de naam (eerst 'het princen hof') Prinsenhof verkreeg en behield.
In 1586 werd de kapel bestemd als schermschool. Na 1597 werd het resterende deel gebruikt door de Admiraliteit van Amsterdam als onderkomen van de afgevaardigden uit de provincie, maar ook de belangrijkste functionarissen, zoals de advocaat-fiscaal hadden er hun woning.
Beroemde gasten van het Prinsenhof waren:
- 1580 of 1581: Prins Willem van Oranje
- 1586 en 1587: de Graaf van Leicester was volgens historicus Jan Wagenaar de eerste gast.
- 1594 en 1618: Prins Maurits van Oranje
- 1628: Prins Frederik Hendrik van Oranje
- 1638: Maria de' Medici (de koningin-weduwe van Frankrijk)
- 1642: Prins Willem II van Oranje met zijn vrouw Maria Henriëtte Stuart en haar moeder Henriëtta Maria van Frankrijk, de koningin van Engeland.

## Tijdelijk stadhuis
Tussen 1652 en 1656 en tussen 1808 en 1988 is het Prinsenhof gebruikt als stadhuis. Na de brand van het Oude Stadhuis op de Dam op 7 juli 1652 werd het voorlopig gebruikt als onderkomen voor de burgemeesters en de vroedschap. Na de ingebruikname van het nieuwe stadhuis op de Dam in 1655 werd in 1656 het hele gebouw afgestaan aan de Admiraliteit en nu 'Zeekantoor' genoemd. In 1661 werd het geheel van de grond af opnieuw opgebouwd en voorzien van een nieuwe fraaie pilastergevel met een palladiaans karakter. In het fronton ziet men onder andere Neptunus en een leeuw die het wapen van het hoge College vasthoudt en de "Hollandse tuin" bewaakt. Ferdinand Bol leverde twee schoorsteenstukken voor decoratie van de zalen.
De huizen ontworpen door Philips Vingboons, bewoond door Bertrand van Gronsveld en Joan Cornelis van der Hoop, zijn voor de 20e-eeuwse uitbreiding afgebroken.

## Stadhuis van Amsterdam (1808-1988)
Toen het Stadhuis op de Dam op last van Lodewijk Napoleon in 1808 ontruimd moest worden om in gebruik genomen te worden als koninklijk paleis, werd het Prinsenhof het nieuwe stadhuis. In 1926 kwam aan de Oudezijds Voorburgwal een uitbreiding van het stadhuis gereed in de stijl van de Amsterdamse School, ontworpen door gemeentearchitect Allard Remco Hulshoff.
Met de komst van het gemeentebestuur in het oude Admiraliteitsgebouw werd het interieur meerdere malen grondig verbouwd. In de oude Raadzaal staat een uit drie houten figuren bestaande Stedenmaagd van de hand van John Raedecker. In de voormalige trouwzaal is een wandschildering te zien van Chris Lebeau (1927). Ook Johan Thorn Prikker en Karel Appel maakten er een. Tot de ingebruikname van de Stopera aan het Waterlooplein in 1988 bleef het complex als stadhuis in gebruik.
Tegenwoordig is in het Prinsenhof het hotel Sofitel The Grand gevestigd.

## Galerij Prinsenhof 16e eeuw en 1820

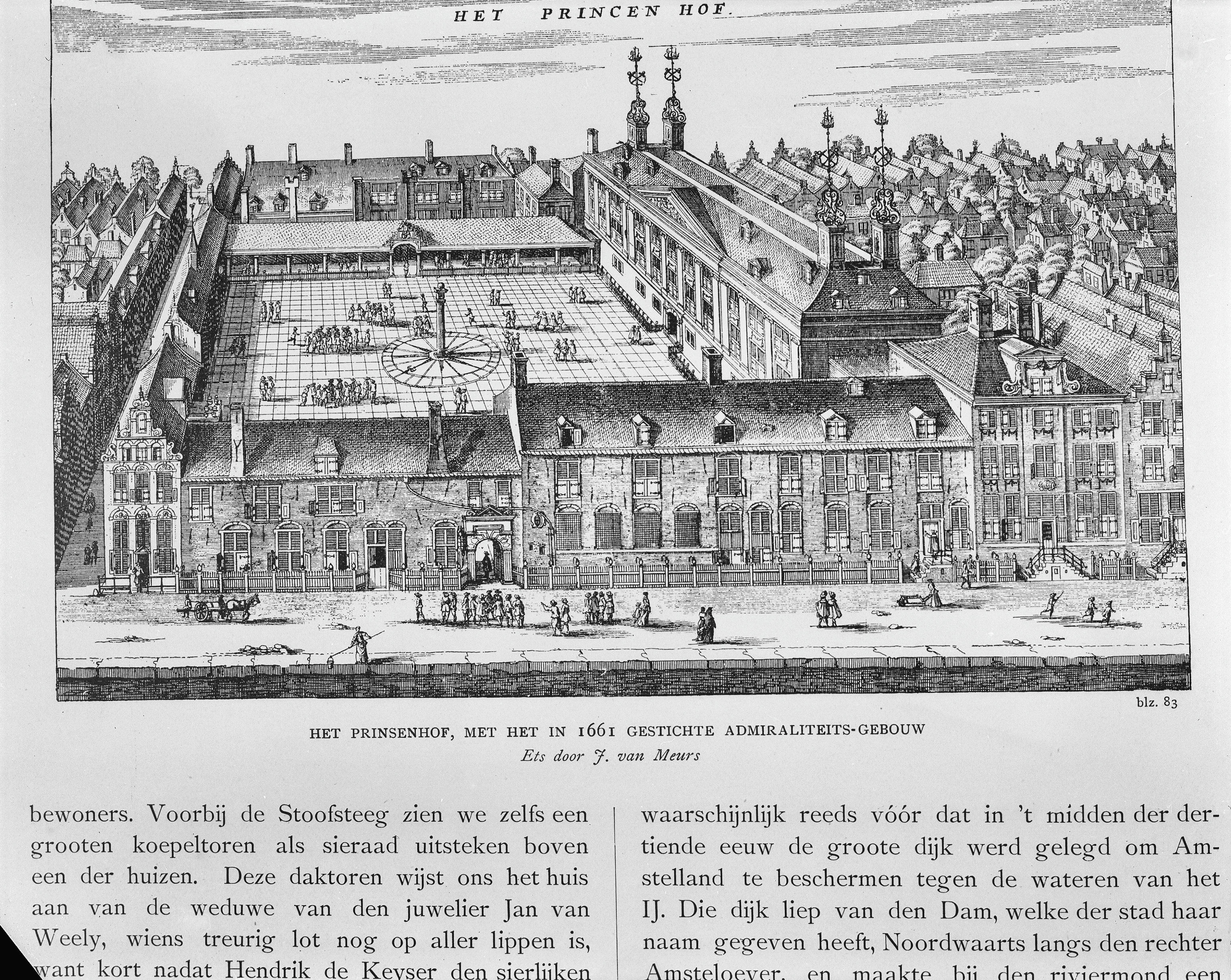
Aanzicht Prinsenhof "het princen hof", 16e eeuw, tekening
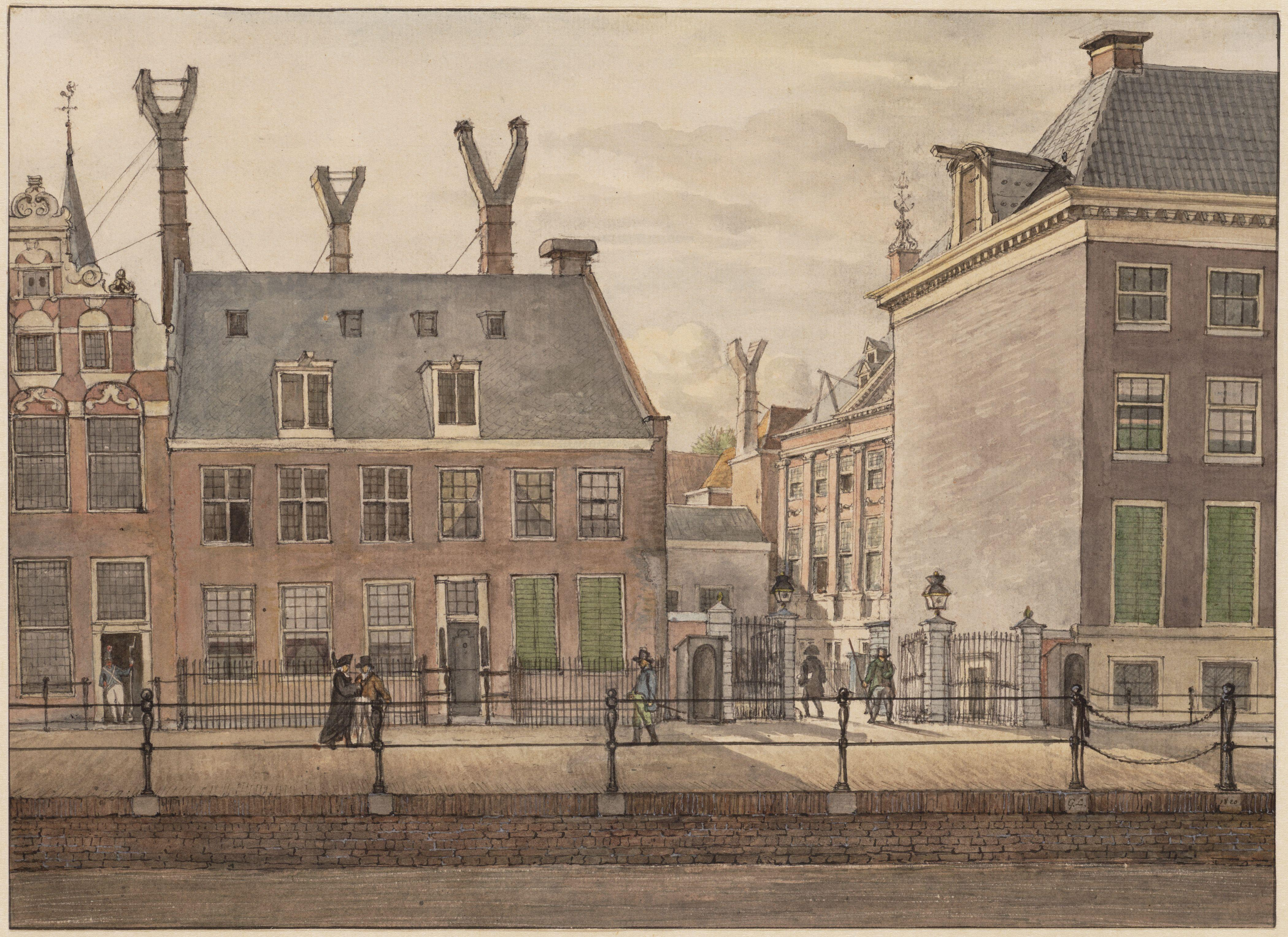
De Prinsenhof door Amsterdammer Gerrit Lamberts (1820), tekening

## Galerij uitbreiding stadhuis 1926

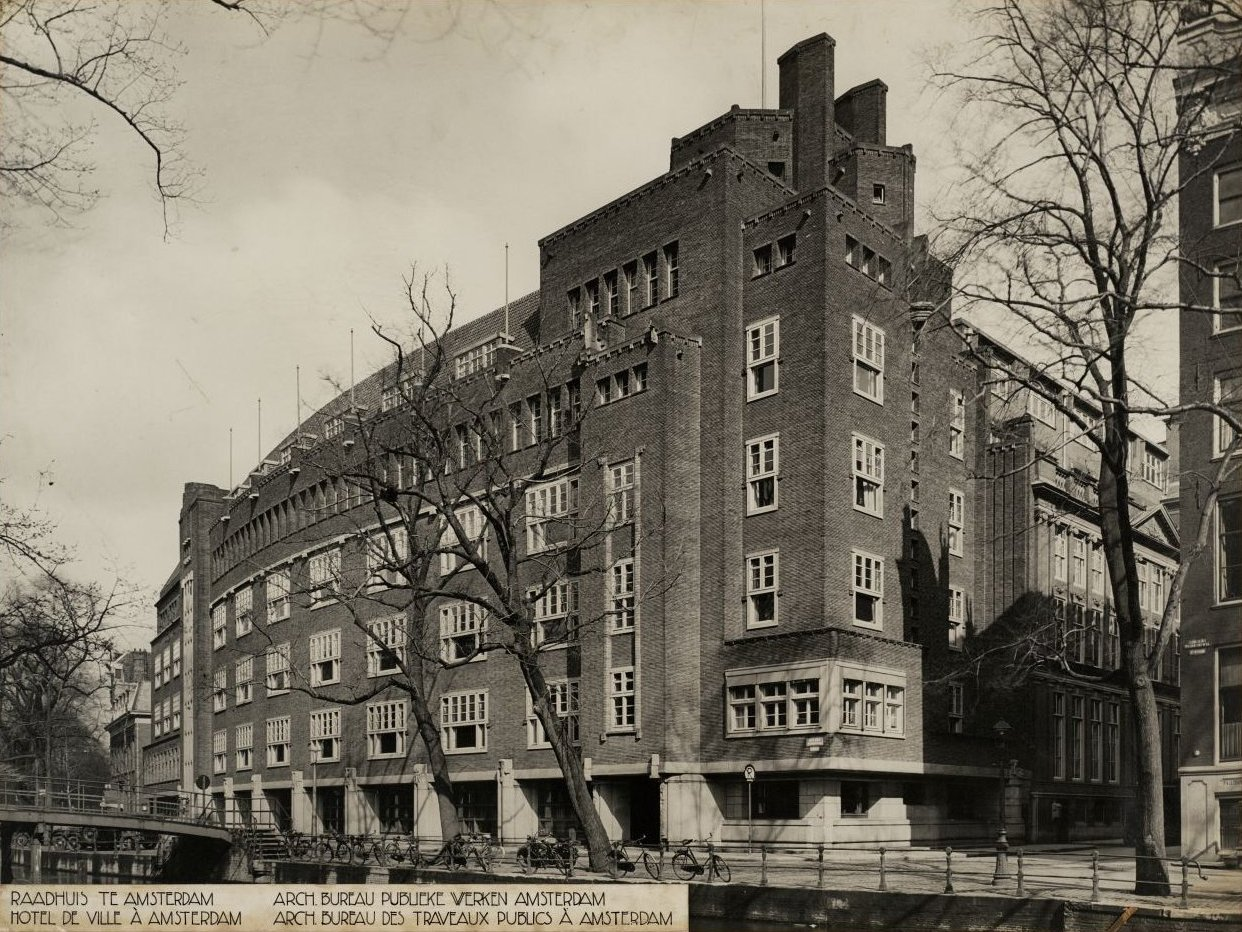
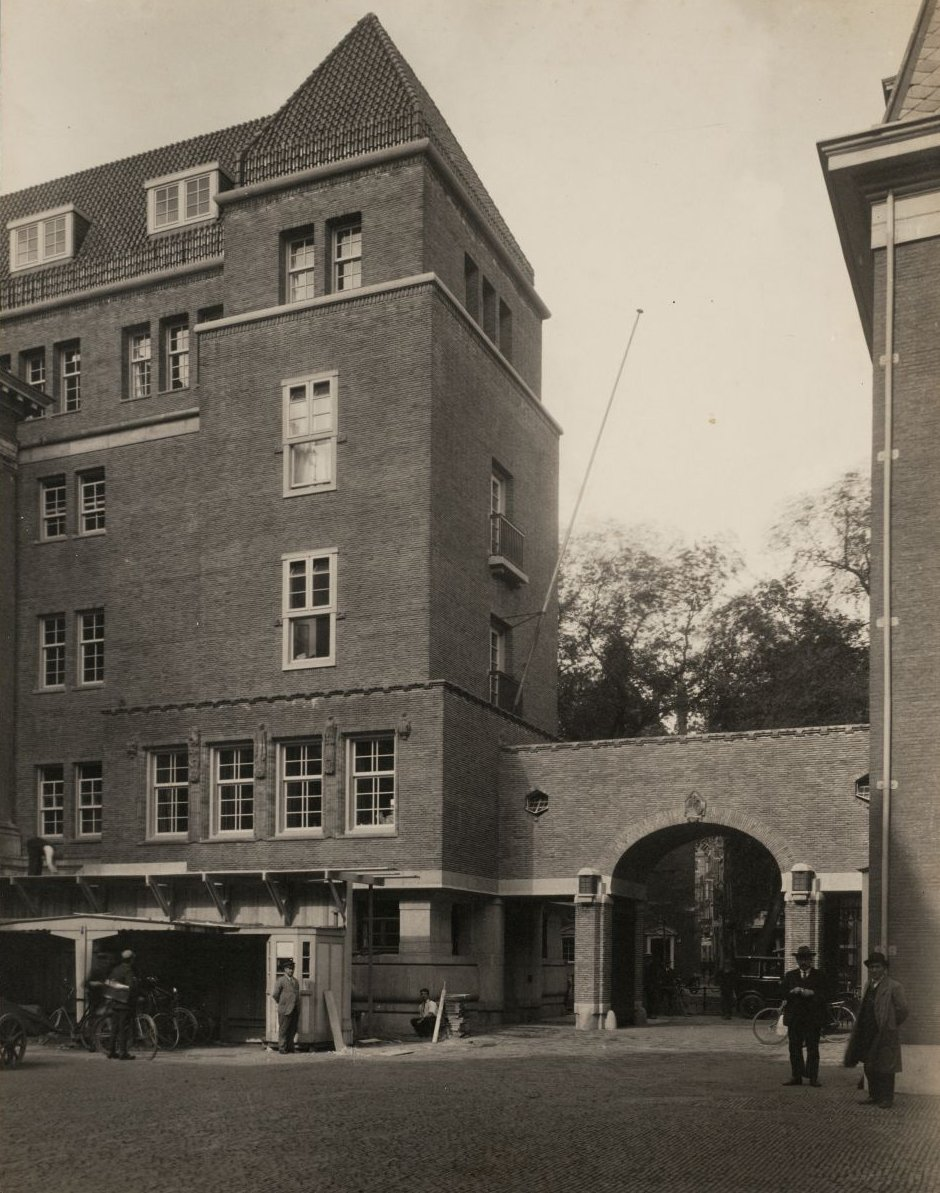
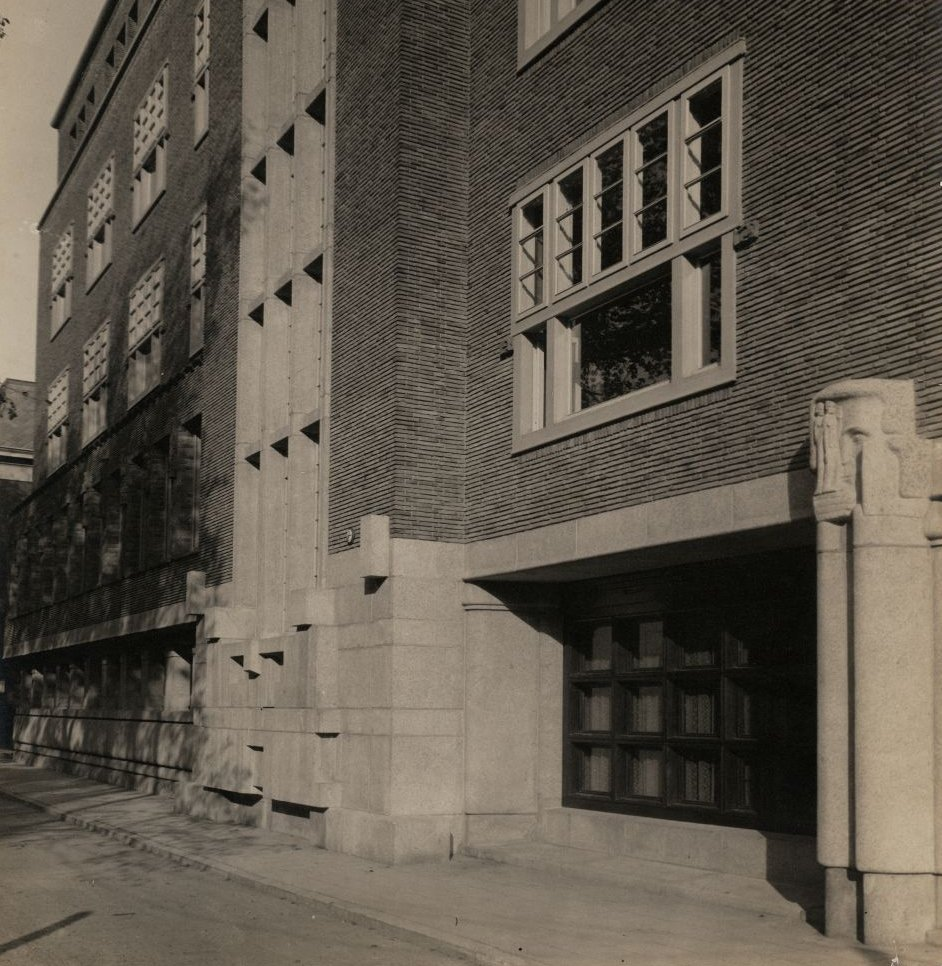
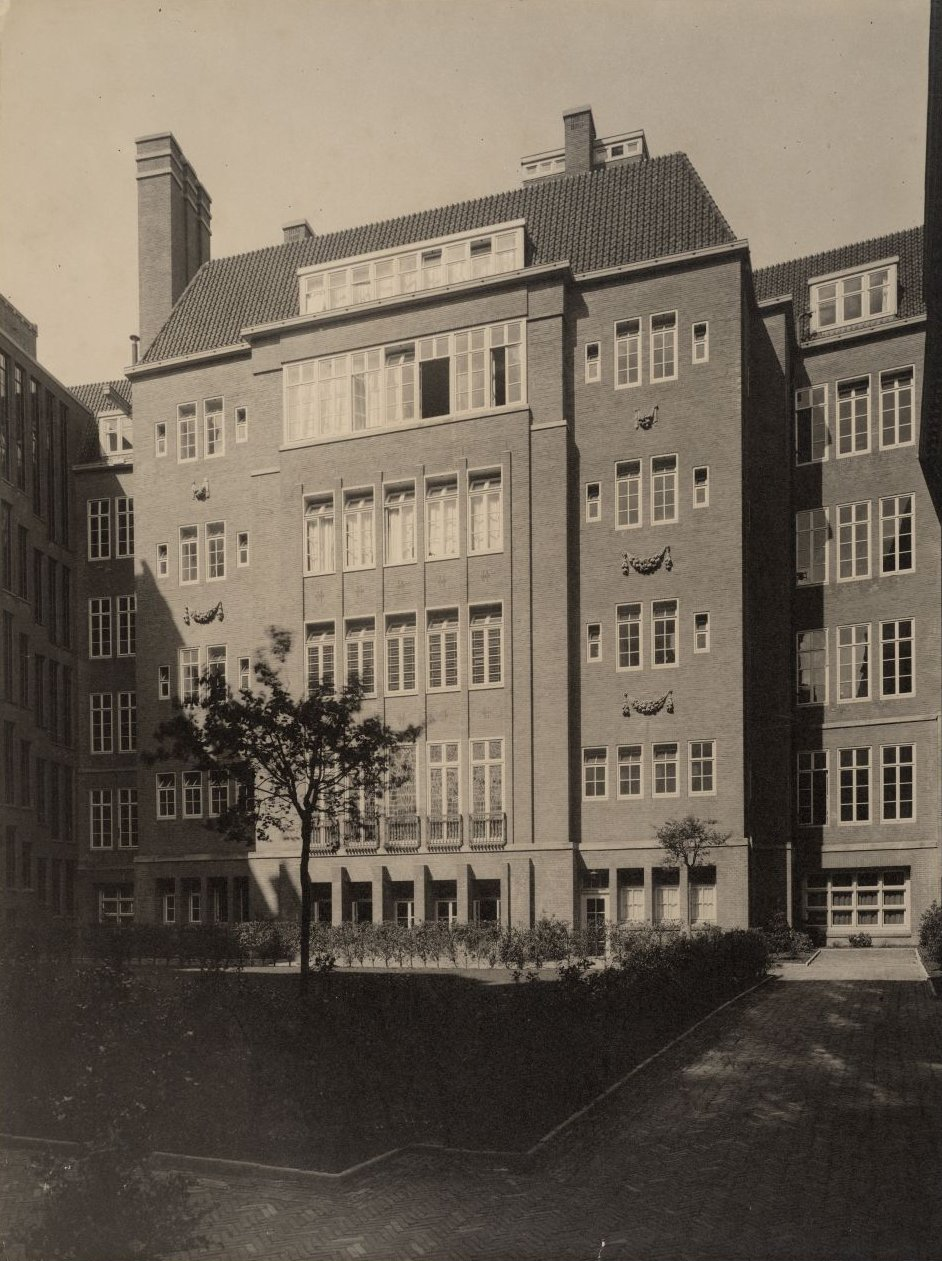
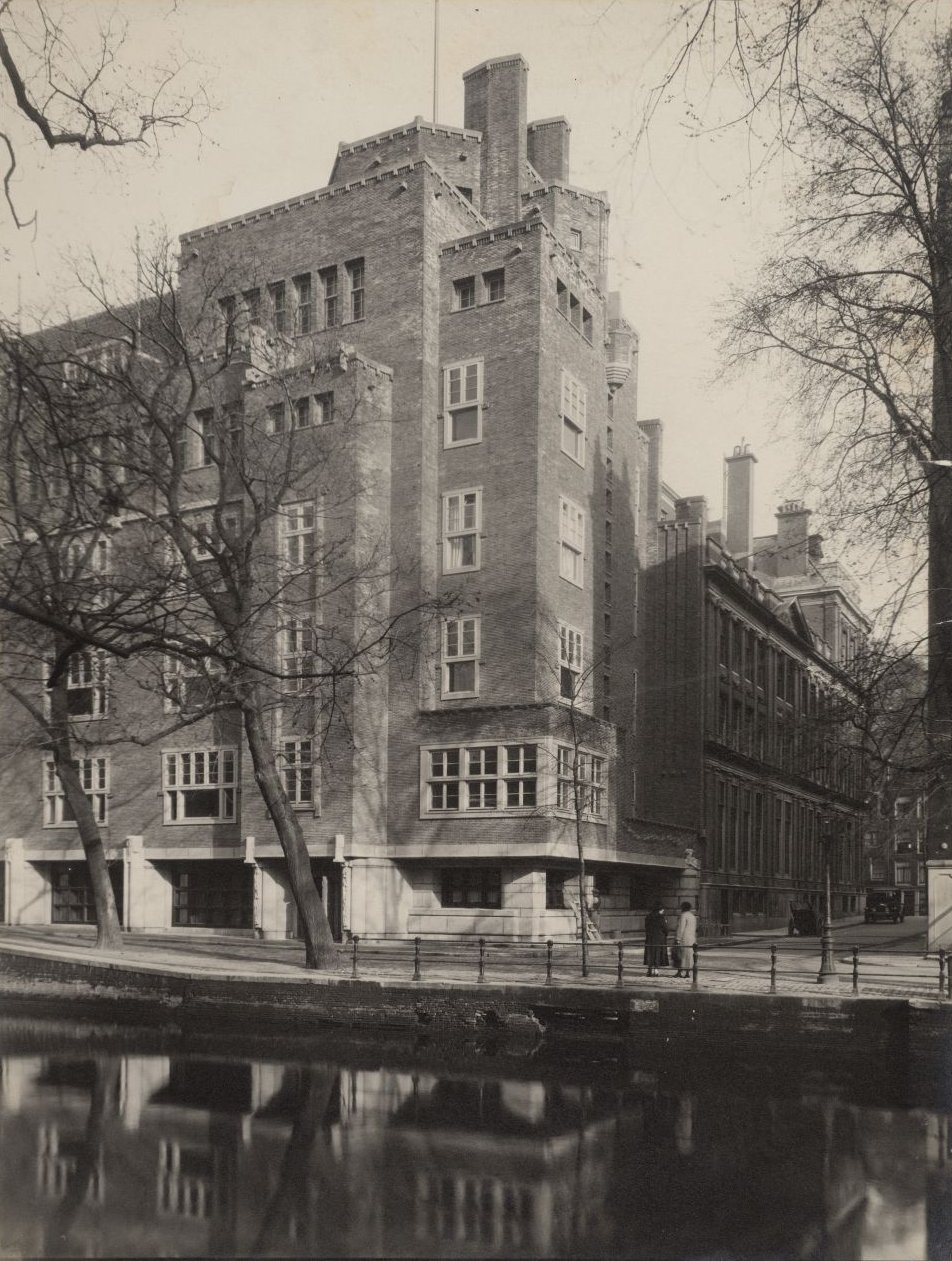
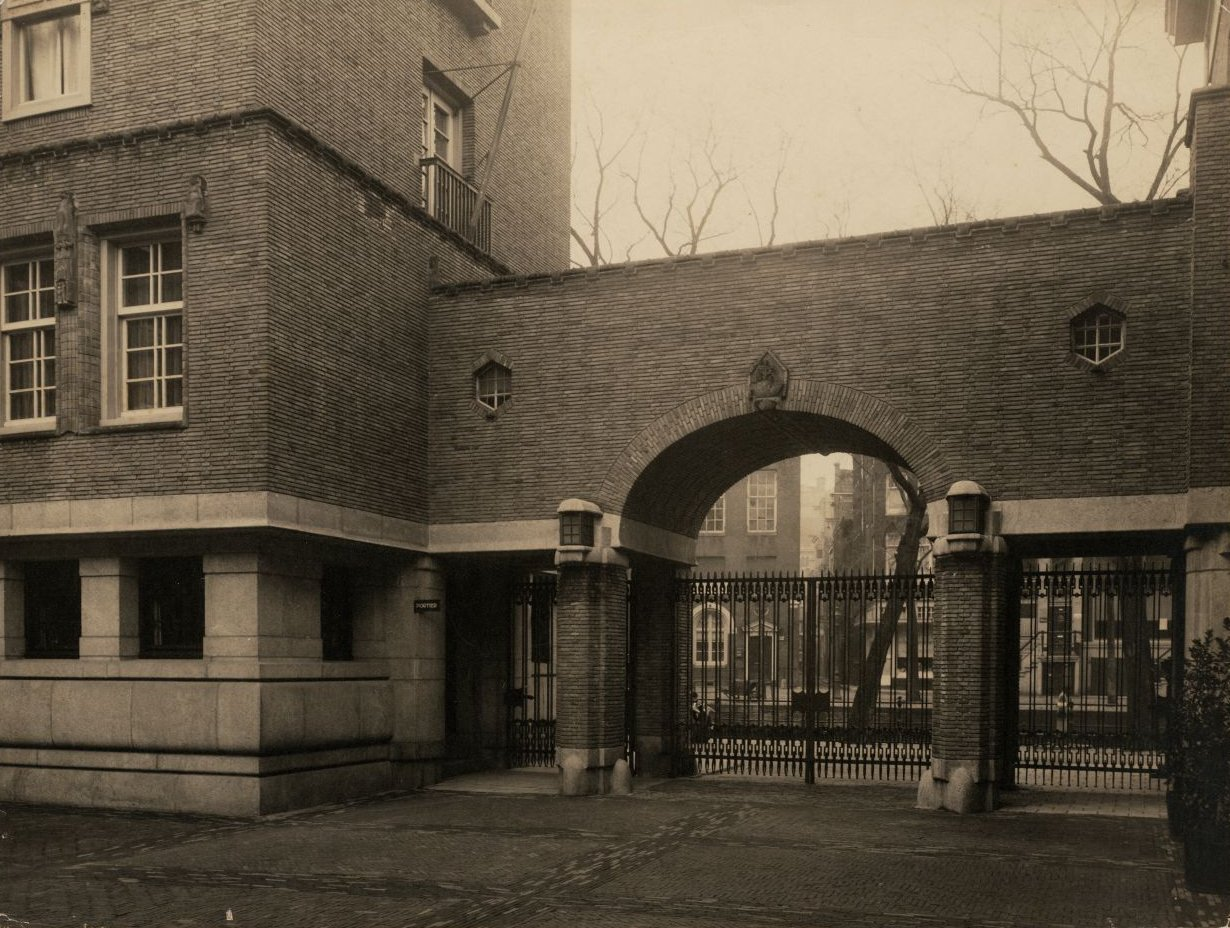
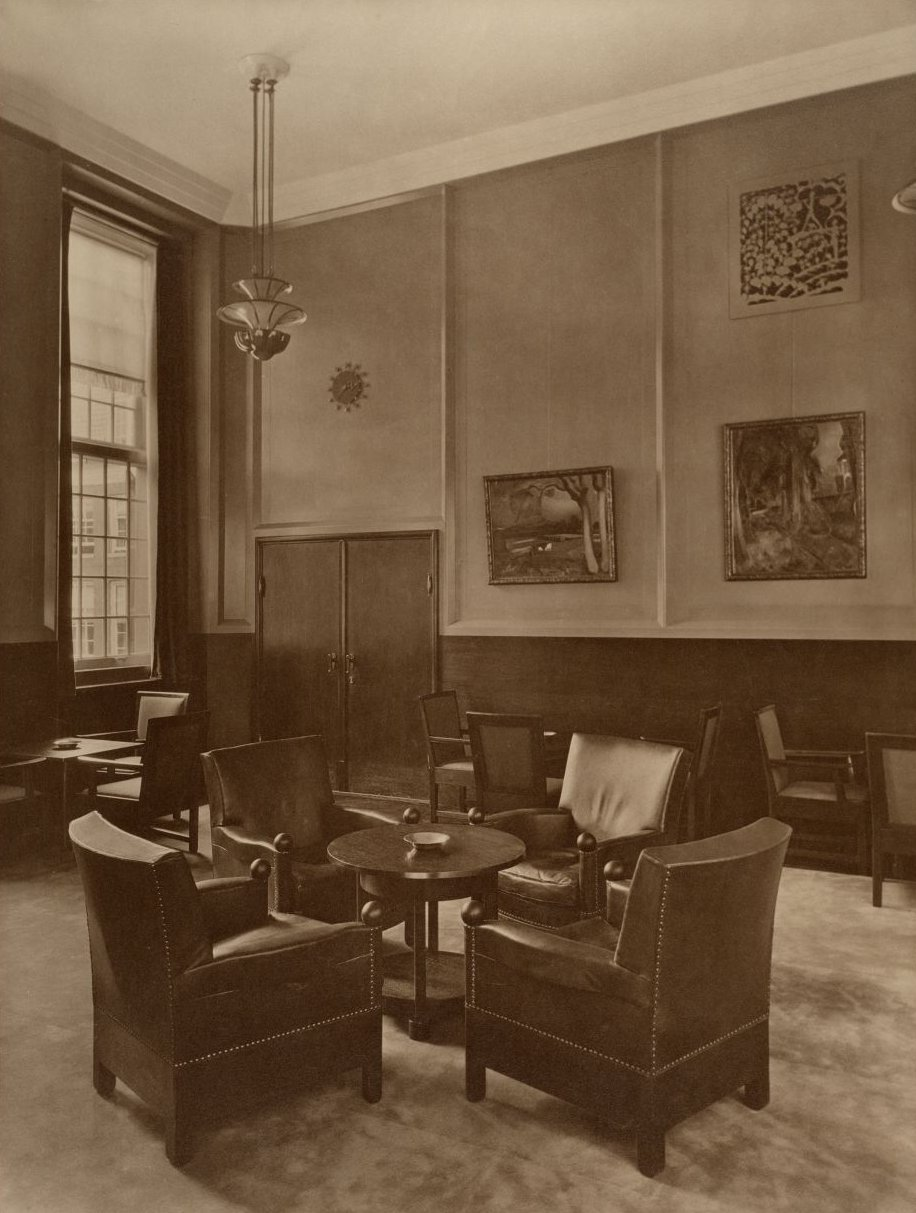
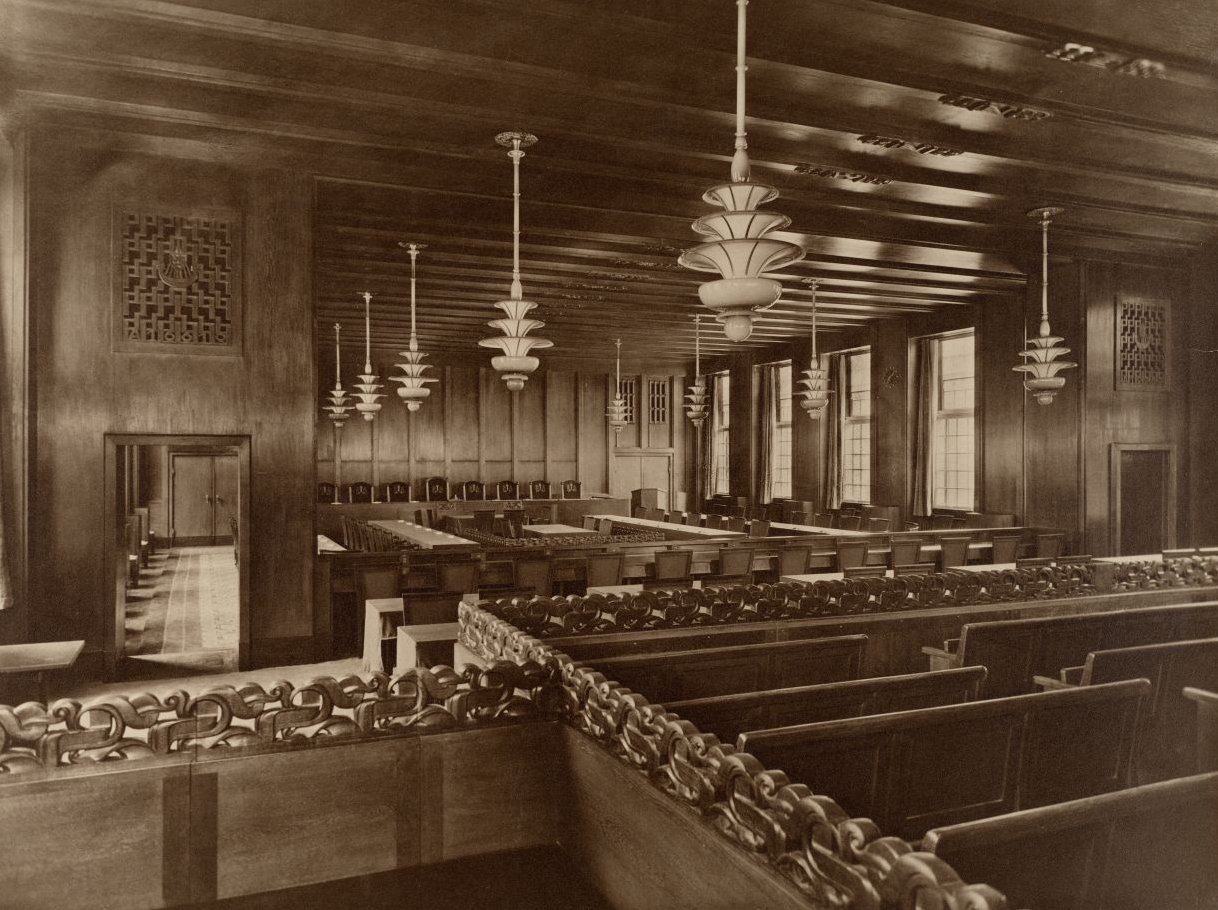
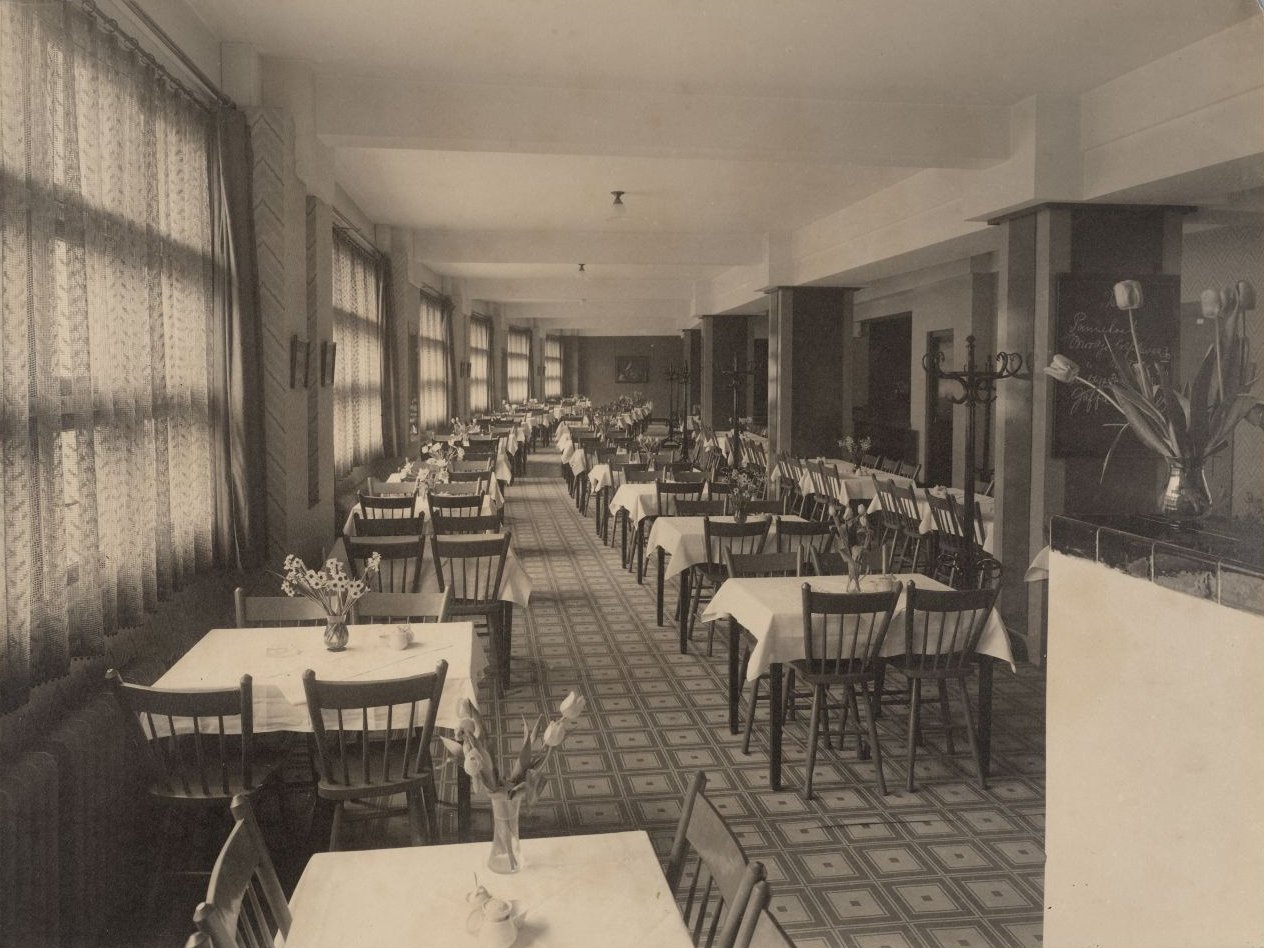